# رود گردنه‌اسدآباد
رود گردنه‌اسدآباد از  گردنهٔ ‌اسدآباد در استان همدان سرچشمه می‌گیرد. این رود کنار تاج‌آباد و گندجین گذشته و در نزدیکی بهادرآباد با رود همه‌کسی یکی شده و در اراضی حسام‌آباد به سیمینه‌رود می‌ریزد. 